# Манастир в Куртя де Арджеш
Манастирът в Куртя де Арджеш е главен архиерейски храм на владетелите на Влахия през 16 век. 

## История
Манастирът е основан от Нягое I Басараб (1512 – 1521), който срива стените на предишното здание на това място и между 1514 и 1517 г. издига този манастирски комплекс Построяването на първия влашки манастир и храм легендарно се приписва на майстор Манол, който според преданието вгражда съпругата си и себе си в манастирските стени, за да остане манастирът здрав и стабилен.
Манастирът е завършен през 1526 г. при управлението на Раду V Афумати. Прави впечатление приликата на екстериорния стил на първия влашки съборен храм с този на Свети Василий Блажени, който е символът на Москва и Русия. За изписването на интериора принос има майстор Добромир от времето на Раду V Афумати.